# Barbara Wysoczańska
Barbara Wysoczańska (* 12. August 1949 in Świętochłowice) ist eine ehemalige polnische Florettfechterin.

## Erfolge
Barbara Wysoczańska gewann bei Weltmeisterschaften mit der Mannschaft 1971 in Wien Bronze sowie 1978 in Hamburg Silber. Sie nahm an zwei Olympischen Spielen teil. Bei den Olympischen Spielen 1976 in Montreal belegte sie im Einzel den 20. Rang sowie mit der Mannschaft Rang sechs. 1980 in Moskau erreichte sie im Einzel die Finalrunde, die sie auf dem Bronzerang abschloss. Mit der Mannschaft verpasste sie als Vierte einen weiteren Medaillengewinn knapp.